# SGR 1900+14
SGR 1900+14是一个位于天鹰座中的軟γ射線重複爆發源（SGR），距离太阳系大约45,000光年。它被假设为一颗有强大磁场的恒星，称作磁星。不过它也可能是一颗有强磁场的夸克星。它应当形成于离现在相当近的一次超新星爆发。
1998年8月27日发现这颗恒星产生了一次强烈的伽玛射线暴，此后那个天区就出现了一个新的射电源。
美国国家航空航天局的斯皮策太空望远镜观测到SGR 1900+14周围的一个神秘的星环，2005年和2007年的照片分别显示它对两个狭窄的红外波段有吸收。2007年斯皮策太空望远镜的照片与2005年的照片相比没有可分辨的差别。这个环估计直径有7光年，它的起源至今仍是未知的，2008年5月29日《自然》的一篇文章就与此有关。